# Just Dance 2018
Just Dance 2018 è il nono capitolo della serie principale Just Dance sviluppato da Ubisoft. È stato annunciato il 12 giugno 2017 all'Electronic Entertainment Expo 2017 a Los Angeles ed è stato reso disponibile dal 27 ottobre 2017.

## Modalità di gioco
Tra le novità è stata aggiunta la modalità Kids; pensata appositamente per i bambini, e la modalità Double Rumble, esclusiva per Nintendo Switch. Al punteggio è stato aggiunto "SUPER" oltre ai soliti "X, OK, GOOD, PERFECT e YEAH"; quando si ottengono più di 12000 punti i giocatori verranno premiati con il titolo "Megastar". Rimangono le stesse modalità del suo predecessore Just Dance 2017.

## Tracklist
Il gioco contiene 41 canzoni, più una canzone bonus esclusiva Ubisoft Club per PS4, Xbox One, Wii U e Nintendo Switch.
| Titolo                                               | Artisti                                   | Anno | Modalità  | Ballerino/i |
| ---------------------------------------------------- | ----------------------------------------- | ---- | --------- | ----------- |
| 24K Magic                                            | Bruno Mars                                | 2016 | Duetto    | ♂/♂         |
| All You Gotta Do (Is Just Dance)                     | The Just Dance Team                       | 2017 | Solo      | ♂           |
| Another One Bites the Dust                           | Queen                                     | 1980 | Quartetto | ♂/♀/♂/♀     |
| Automaton                                            | Jamiroquai                                | 2017 | Solo      | ♂           |
| Bad Liar                                             | Selena Gomez                              | 2017 | Solo      | ♀           |
| Beep Beep I'm A Sheep                                | LilDeuceDeuce ft. BlackGryph0n & Tomska   | 2017 | Solo      | ♂           |
| Blow Your Mind (Mwah)                                | Dua Lipa                                  | 2017 | Solo      | ♀           |
| Boom Boom                                            | Iggy Azalea ft. Zedd                      | 2017 | Trio      | ♂/♀/♂       |
| Blue (Da Ba Dee) (*)                                 | Hit The Electro Beat (Eiffel 65)          | 1999 | Solo      | ♂           |
| Bubble Pop!                                          | HyunA                                     | 2011 | Trio      | ♀/♀/♀       |
| Carmen (Overture) (*)                                | Just Dance Orchestra (Georges Bizet)      | 1875 | Duetto    | ♂/♂         |
| Chantaje                                             | Shakira ft. Maluma                        | 2016 | Duetto    | ♀/♂         |
| Daddy Cool (*)                                       | Groove Century (Boney M.)                 | 1976 | Solo      | ♂           |
| Despacito                                            | Luis Fonsi & Daddy Yankee                 | 2017 | Quartetto | ♂/♀/♂/♀     |
| Dharma                                               | Headhunterz & KSHMR                       | 2016 | Solo      | ♂           |
| Diggy                                                | Spencer Ludwig                            | 2016 | Solo      | ♂           |
| Fight Club                                           | Lights                                    | 2017 | Solo      | ♀           |
| Footloose (*)                                        | Top Culture (Kenny Loggins)               | 1984 | Solo      | ♂           |
| Got That                                             | Gigi Rowe                                 | 2017 | Solo      | ♀           |
| How Far I'll Go (*)                                  | Disney's Moana (Auli'i Cravalho)          | 2016 | Solo      | ♀           |
| In The Hall Of The Pixel King                        | Dancing Bros.                             | 2017 | Solo      | ♂           |
| Instruction                                          | Jax Jones ft. Demi Lovato & Stefflon Don  | 2017 | Solo      | ♀           |
| Itsy Bitsy Teenie Weenie Yellow Polka Dot Bikini (*) | The Sunlight Shakers (Brian Hyland)       | 1959 | Duetto    | ♂/♀         |
| John Wayne                                           | Lady Gaga                                 | 2016 | Solo      | ♀           |
| Keep On Moving                                       | Michelle Delamor                          | 2017 | Solo      | ♀           |
| Kissing Strangers                                    | DNCE ft. Nicki Minaj                      | 2017 | Duetto    | ♂/♂         |
| Love-Colored Ward                                    | Hatsune Miku                              | 2009 | Trio      | ♂/♀/♂       |
| Make It Jingle                                       | Big Freedia                               | 2016 | Solo      | ♂           |
| Naughty Girl                                         | Beyoncé                                   | 2004 | Solo      | ♀           |
| New Face                                             | Psy                                       | 2017 | Trio      | ♀/♂/♀       |
| Rockabye                                             | Clean Bandit ft. Sean Paul and Anne-Marie | 2016 | Duetto    | ♂/♀         |
| Risky Business                                       | Jorge Blanco                              | 2017 | Solo      | ♂           |
| Sayonara                                             | Wanko Ni Mero Mero                        | 2017 | Solo      | ♀           |
| Shape of You                                         | Ed Sheeran                                | 2017 | Solo      | ♂           |
| Side to Side                                         | Ariana Grande ft. Nicki Minaj             | 2016 | Solo      | ♀           |
| Slumber Party                                        | Britney Spears ft. Tinashe                | 2016 | Quartetto | ♀/♀/♀/♀     |
| Sugar Dance (C)                                      | The Just Dance Band                       | 2017 | Solo      | ♂           |
| Swish Swish                                          | Katy Perry ft. Nicki Minaj                | 2017 | Quartetto | ♂/♀/♀/♂     |
| The Way I Are (Dance with Somebody)                  | Bebe Rexha ft. Lil Wayne                  | 2017 | Duetto    | ♀/♂         |
| Thumbs (U)                                           | Sabrina Carpenter                         | 2017 | Solo      | ♀           |
| Tumbum                                               | Yemi Alade                                | 2016 | Quartetto | ♂/♀/♀/♂     |
| Waka Waka (This Time for Africa)                     | Shakira ft. Freshlyground                 | 2010 | Trio      | ♂/♀/♀       |

- Un "(*)" indica che la canzone è una cover.
- Un "(U)" indica che la canzone è sbloccabile tramite ricompensa Uplay, solo per next-gen.
- Un "(C)" indica che la canzone è sbloccabile tramite codice "DANCE".

## Versioni alternative
Sono disponibili le versioni alternative di 12 canzoni. 
| Titolo                           | Artisti                       | Anno | Modalità                             | Ballerino/i |
| -------------------------------- | ----------------------------- | ---- | ------------------------------------ | ----------- |
| 24K Magic                        | Bruno Mars                    | 2016 | Solo (Versione Estrema)              | ♂           |
| Another One Bites the Dust       | Queen                         | 1980 | Solo (Versione Stuntman)             | ♂           |
| Automaton                        | Jamiroquai                    | 2017 | Solo (Versione Pomodoro)             | ♂           |
| Bubble Pop!                      | HyunA                         | 2011 | Quartetto (Versione Gomma Americana) | ♂/♂/♂/♂     |
| Chantaje                         | Shakira ft. Maluma            | 2016 | Trio (Versione Metropolitana)        | ♀/♀/♀       |
| Despacito                        | Luis Fonsi & Daddy Yankee     | 2017 | Solo (Versione Estrema)              | ♂           |
| Dharma                           | Headhunterz & KSHMR           | 2016 | Duetto (Versione Lotta)              | ♂/♂         |
| John Wayne                       | Lady Gaga                     | 2017 | Solo (Versione Estrema)              | ♀           |
| Kissing Strangers                | DNCE ft. Nicki Minaj          | 2017 | Duetto (Versione Charleston)         | ♀/♂         |
| Side to Side                     | Ariana Grande ft. Nicki Minaj | 2016 | Solo (Versione Bicicletta)           | ♀           |
| Tumbum                           | Yemi Alade                    | 2017 | Solo (Versione Estrema)              | ♀           |
| Waka Waka (This Time for Africa) | Shakira ft. Freshlyground     | 2010 | Quartetto (Versione Calcio)          | ♂/♂/♂/♂     |

## Kids Mode
10 nuove canzoni sono disponibili in questa modalità.
| Titolo                                                     | Artisti                                                    | Anno | Modalità  | Ballerino/i |
| ---------------------------------------------------------- | ---------------------------------------------------------- | ---- | --------- | ----------- |
| A Pirate You Shall Be (JDU) (JDK2014)                      | Tom Zehnder                                                | 1996 | Solo      | ♂           |
| Alphabet Song (JDU) (JDK)                                  | The Just Dance Kids                                        | -    | Solo      | ♀           |
| Amazing Girl (7°)                                          | Girly Team                                                 | 2017 | Solo      | ♀           |
| Balkan Blast Remix (2016) (JDU)                            | Angry Birds                                                | 2015 | Quartetto | ♂/♂/♂/♂     |
| Beep Beep I'm A Sheep                                      | LilDeuceDeuce ft. BlackGryph0n & Tomska                    | 2017 | Solo      | ♂           |
| Blue (Da Ba Dee) (*)                                       | Hit the Electro Beat (Eiffel 65)                           | 1999 | Solo      | ♂           |
| Chiwawa (Alternativa) (JDU 2017)                           | Wanko Ni Mero Mero                                         | 2015 | Solo      | ♀           |
| C'Mon (2014) (JDU)                                         | Ke$ha                                                      | 2013 | Duetto    | ♀/♂         |
| Copacabana (*) (2016) (JDU)                                | Frankie Bostello (Barry Manilow)                           | 1977 | Quartetto | ♀/♂/♀/♂     |
| Daddy Cool (*)                                             | Groove Century (Boney M.)                                  | 1976 | Solo      | ♂           |
| Fearless Pirate (7°)                                       | Marine Band                                                | 2017 | Solo      | ♂           |
| Five Little Monkeys (JDU) (JDK2)                           | The Just Dance Kids                                        | -    | Solo      | ♀           |
| Footloose (Kids Version) (*) (7°)                          | Top Culture (Kenny Loggins)                                | 1984 | Solo      | ♂           |
| Funky Robot (7°)                                           | Dancing Bros.                                              | 2017 | Solo      | ♂           |
| Ghostbusters (2014) (JDU)                                  | Ray Parker Jr.                                             | 1984 | Quartetto | ♂/♂/♂/♂     |
| Happy Farm (7°)                                            | Groove Century                                             | 2017 | Solo      | ♂           |
| Hickory Dickory Dock (JDU) (JDK2014)                       | Tom Zhender                                                | 2007 | Solo      | ♀           |
| How Far I'll Go (*)                                        | Disney's Moana (Auli'i Cravalho)                           | 2016 | Solo      | ♀           |
| I Like to Move It (*) (JDU) (JDK2014)                      | The Just Dance Kids (Reel 2 Real feat. The Mad Stuntman)   | 1993 | Solo      | ♂           |
| Istanbul (4) (JDU)                                         | They Might Be Giants                                       | 1990 | Quartetto | ♂/♀/♂/♂     |
| Jingle Bells (JDU) (JDK2)                                  | The Just Dance Kids                                        | 1857 | Solo      | ♂           |
| Juju on That Beat (TZ Anthem) (JDU 2017) (JDU)             | Zay Hilfgerrr & Zayon Mccall                               | 2016 | Duetto    | ♂/♂         |
| Kung Fu Fighting (2) (JDU)                                 | Carl Douglas                                               | 1974 | Duetto    | ♂/♂         |
| Land of 1000 Dances (3) (JDU)                              | Wilson Pickett                                             | 1966 | Solo      | ♂           |
| Let It Go (*) (2015) (JDU)                                 | Disney's Frozen (Idina Menzel)                             | 2013 | Duetto    | ♀/♀         |
| The Lion Sleeps Tonight (*) (JDU) (JDK2)                   | The Just Dance Kids (The Tokens)                           | 1961 | Solo      | ♀           |
| Love is All (*) (2015) (JDU)                               | The Sunlight Shakers (Roger Glover and The Butterfly Ball) | 1974 | Duetto    | ♀/♂         |
| Magic Halloween (7°)                                       | Halloween Thrills                                          | 2017 | Duetto    | ♂/♀         |
| Mary Had a Little Lamb (JDU) (JDK2014)                     | Tom Zhender                                                | 1830 | Solo      | ♀           |
| Nitro Bot (2014) (JDU)                                     | Sentai Express                                             | 2013 | Duetto    | ♂/♀         |
| Pixie Land (7°)                                            | The Sunlight Shakers                                       | 2017 | Solo      | ♀           |
| Prince Alì (*) (2014) (JDU)                                | Disney's Aladdin (Robin Williams)                          | 1992 | Quartetto | ♂/♀/♂/♂     |
| This Is Halloween (3) (JDU)                                | Danny Elfman                                               | 1993 | Quartetto | ♀/♂/♂/♀     |
| Under the Sea (*) (2016) (JDU)                             | Disney's The Little Mermaid (Samuel E. Wright)             | 1989 | Solo      | ♀           |
| Waka Waka (This Time for Africa) (Kids Version) (7°)       | Shakira                                                    | 2010 | Solo      | ♀           |
| Wake Me Up Before You Go-Go (Alternativa) (JDU 2017) (JDU) | Wham!                                                      | 1984 | Duetto    | ♂/♀         |
| We Go Well Together (JDU) (JDK2014)                        | Goldheart                                                  | 2003 | Solo      | ♀           |
| Who Let the Dogs Out? (*) (1) (JDU)                        | The Sunlight Shakers (Baha Men)                            | 2000 | Solo      | ♂           |
| Y.M.C.A. (2014) (JDU)                                      | Village People                                             | 1978 | Quartetto | ♂/♂/♂/♂     |

- Un "(*)" indica che la canzone è una cover.
- Un "(7°)" indica che la canzone è giocabile anche su console di settima generazione (Wii, Xbox 360 e PlayStation 3).
- Un "(1)" indica che la canzone è presente su Just Dance.
- Un "(2)" indica che la canzone è presente su Just Dance 2.
- Un "(3)" indica che la canzone è presente su Just Dance 3.
- Un "(4)" indica che la canzone è presente su Just Dance 4.
- Un "(2014)" indica che la canzone è presente su Just Dance 2014.
- Un "(2015)" indica che la canzone è presente su Just Dance 2015.
- Un "(2016)" indica che la canzone è presente su Just Dance 2016.
- Un "(JDU 2017)" indica che la canzone è presente su Just Dance 2017 come parte di Just Dance Unlimited.
- Un "(JDK)" indica che la canzone è presente su Just Dance Kids.
- Un "(JDK2)" indica che la canzone è presente su Just Dance Kids 2.
- Un "(JDK2014)" indica che la canzone è presente su Just Dance Kids 2014.
- Un "(JDU)" indica che la canzone è giocabile solo su Just Dance Unlimited.

## Double Rumble
Nuova modalità disponibile solamente su Nintendo Switch, in cui si usano entrambi i Joy-Con. In questa modalità sono disponibili 5 nuove canzoni. 
| Titolo                   | Artisti    | Anno | Modalità | Ballerino/i |
| ------------------------ | ---------- | ---- | -------- | ----------- |
| Better Call The Handyman | Just Vibes | 2017 | Solo     | ♂           |
| El Sabor Del Ritmo       | Just Vibes | 2017 | Solo     | ♂           |
| Food Paradise            | Just Vibes | 2017 | Solo     | ♂           |
| Sports Til' I Drop       | Just Vibes | 2017 | Solo     | ♀           |
| Tales Of The Cauldron    | Just Vibes | 2017 | Solo     | ♀           |

## Just Dance Unlimited
Accesso a più di 300 brani dai precedenti capitoli Just Dance assieme ad alcune esclusive che verranno aggiunte nel tempo. Ogni copia del gioco avrà una prova di 3 mesi gratuita.
| Titolo                     | Artisti                    | Anno | Modalità | Ballerino/i | Data di uscita                    |
| -------------------------- | -------------------------- | ---- | -------- | ----------- | --------------------------------- |
| Dame tu cosita             | El Chombo ft. Cutty Ranks  | 2018 | Solo     | ♂️          | 26 luglio 2018                    |
| Dancing Queen              | ABBA                       | 1976 | Trio     | ♀️/♀️/♀️    | 23 agosto 2018                    |
| Error                      | Natalia Nykiel             | 2016 | Solo     | ♀️          | 23 novembre 2017                  |
| Feel It Still              | Portugal. The Man          | 2017 | Solo     | ♂️          | 25 gennaio 2018                   |
| J'suis pas jalouse         | Andy                       | 2016 | Duetto   | ♂️/♀️       | 26 ottobre 2017                   |
| Just Mario (3D)            | Ubisoft Meets Mario        | 2011 | Solo     | ♂️          | 24 ottobre 2017 (Nintendo Switch) |
| Mi gente                   | J Balvin ft. Willy William | 2017 | Trio     | ♂️/♂️/♂️    | 22 febbraio 2018                  |
| Naughty Girl (Alternativa) | Beyoncé                    | 2004 | Solo     | ♀️          | 12 aprile 2018 (Nintendo Switch)  |
| No Lie                     | Sean Paul ft. Dua Lipa     | 2016 | Duetto   | ♀️/♂️       | 20 settembre 2018                 |
| Sax                        | Fleur East                 | 2015 | Trio     | ♀️/♀️/♀️    | 19 aprile 2018                    |
| Sun                        | DEMO                       | 1999 | Solo     | ♀️          | 26 ottobre 2017                   |
| Thumbs                     | Sabrina Carpenter          | 2017 | Solo     | ♀️          | 24 ottobre 2017                   |
| What Lovers Do             | Maroon 5 ft. SZA           | 2017 | Duetto   | ♀️/♂️       | 21 giugno 2018                    |

- Un "(*)" indica che la canzone è sbloccabile su JDU, connettendo il proprio account Ubisoft Club al gioco (solo per Xbox One, PS4, Wii U e PC).
- Un "(3D)" indica che la canzone è presente come DLC in Just Dance 3, in esclusiva solo per Nintendo Wii.